# 山西派性问题
山西派性问题，是指1967年至1980年期间的山西省官场的旷日持久的派性斗争，周期跨度自文化大革命时期及改革开放初期阶段。斗争始于1967年刘格平夺权，至1987年之后李立功任内逐步解决。山西派性问题并非单纯的山西省境内的党政对抗，而是中央各方政治势力在山西角逐的体现。

## 背景
1966年文化大革命爆发后，中央文革小组为打倒刘少奇，在同年10月，授意南开大学学生来山西太原找到刘格平了解薄一波等“六十一人叛徒集团案”的情况。刘格平谈了北平军人反省分院的情况和他本人的坚持斗争，并提出薄一波、安子文等人曾发表声明叛党而出狱的问题。11月23日，刘格平向中央文革小组顾问康生写信，表示“他们是领导者集体变节行为。”12月初，康生电请刘格平到北京陈述详情。根据刘格平等人的证词，“六十一人叛徒集团案”专案组起草了《关于薄一波、刘澜涛、安子文、杨献珍等人自首叛变问题的初步调查》的报告。此案沉重打击了刘少奇等人，而刘格平因此受到中央文革小组的重视。
1966年12月下旬，江青公开称中共山西省委与“彭真、薄一波黑线”关系密切（彭、薄两人均为山西籍），并将矛头直指山西省各级党政机关。1966年12月下旬，江青授意王力、关锋将刘格平请到北京面谈，授权其联合文革团体、领导山西的文化大革命运动。1967年1月6日，刘格平返回山西后，召集张日清、袁振、刘贯一、陈守忠，组建了以刘格平为组长的“中共山西省核心小组”，开始策划夺山西省的党政领导权。

## 刘格平-张日清两派之争

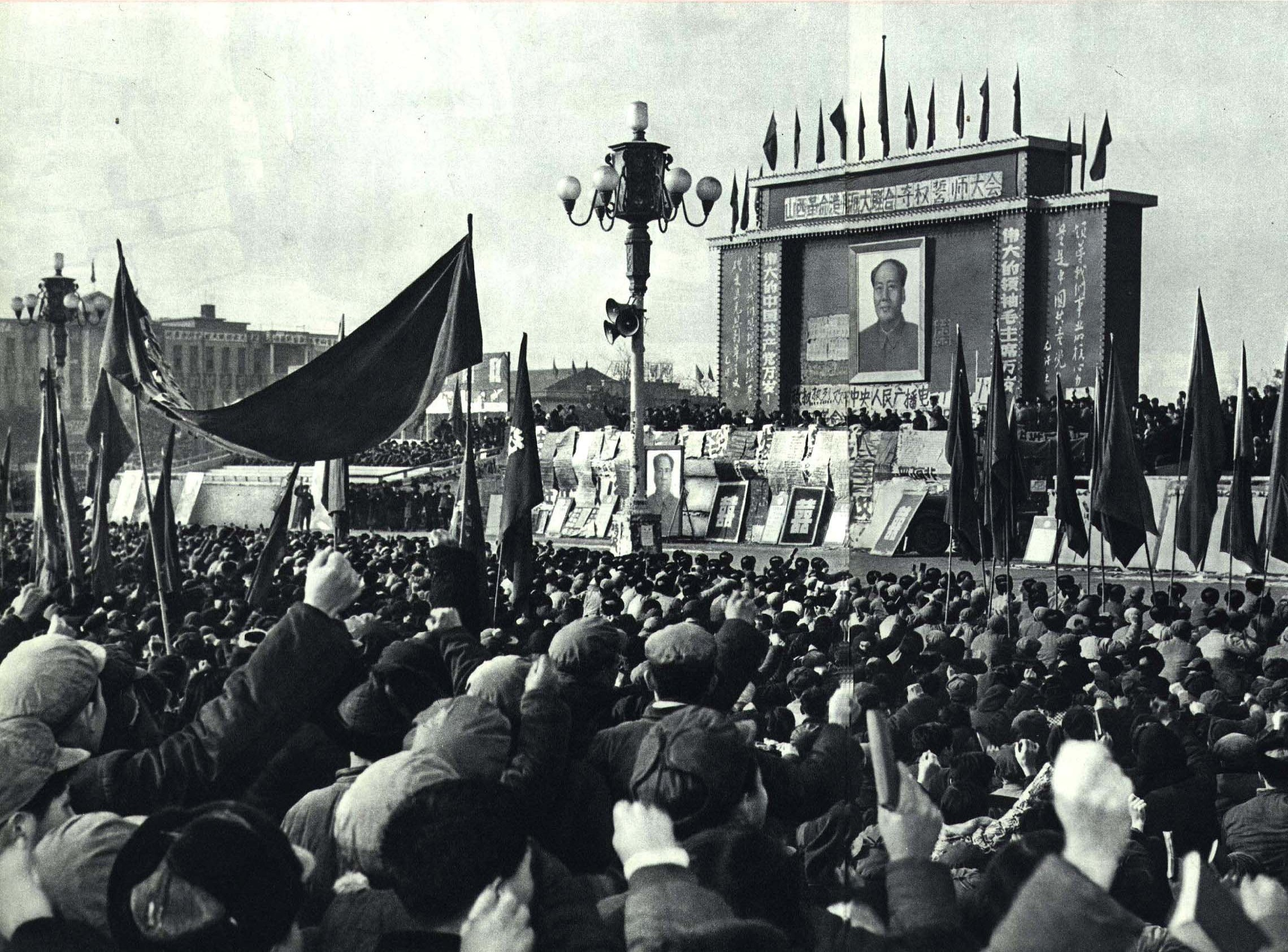
1967年1月25日，山西省革命造反派大联合、大夺权誓师大会

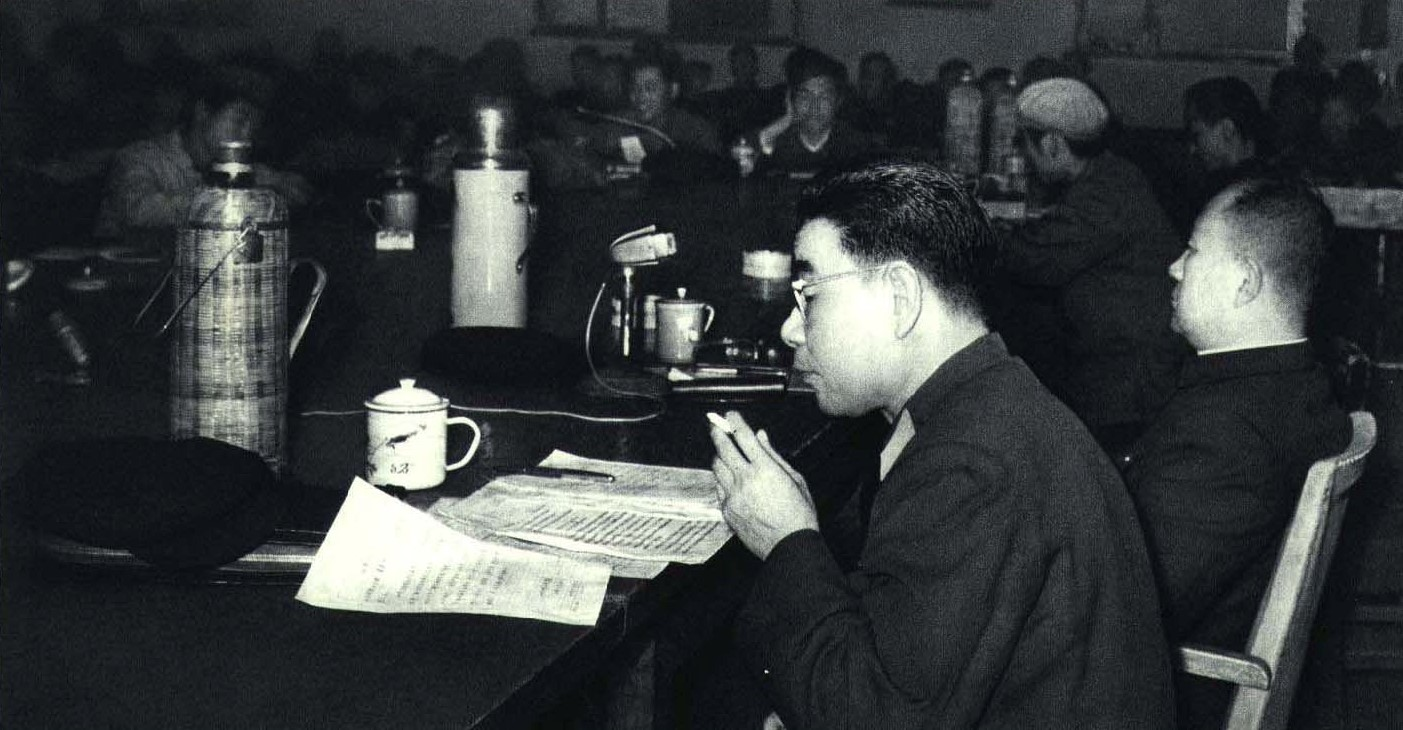
1967年山西省革委会会议上的张日清与刘格平

1967年1月12日晚上，刘格平召集核心小组成员（刘格平、张日清、袁振、刘贯一、陈守忠）和“造反派”头头开会，成立“山西革命造反总指挥部”，会后数百人冲进省委、省人委、中共太原市委、太原市人大常委会的办公大楼，抓人抄家、抢夺印章、查封办公室。随即发出《山西省革命造反总指挥部第一号通告》，宣布“夺了省委、省人委、市委、市人委等党政机关的权”，山西省省长卫恒被单独关押并在狱中自杀身亡。1月25日，“山西革命造反总指挥部”在太原五一广场召开了10万人参加的“山西省革命造反派大联合、大夺权誓师大会”。同年2月10日，中共山西省核心小组发出通知，宣布“成立中共山西省核心小组，由9人组成（刘格平、张日清、刘贯一、袁振、陈守忠、徐志远、陈永贵、刘志兰、胡炜）”，“在过渡时期作为全省工作的党的领导核心”。同时决定，健全“山西革命造反总指挥部”，“在过渡时期行使原省人委的职权”。2月25日，中共中央正式批准了中共山西省核心小组名单和分工，但名单中没有出现21军军长胡炜。3月6日，部队换防，21军调离山西，69军进驻，增补69军政委曹中南为小组成员。
1967年3月12日至18日，中共山西省核心小组和“山西革命造反总指挥部”在太原联合筹备召开了“山西革命组织代表会议”。会议指出“对专、市、县权力仍被党内一小撮走资本主义道路当权派窃取的，力争在3月底以前夺回来”，并于3月18日通过《关于山西省革命委员会暂行组织条例草案的报告》，成立山西省革命委员会，撤销山西省人民委员会。同年2月至4月，经中共山西省核心小组批准，各地、县相继建立了取代各级党委的中共核心小组，当时昔阳县大寨公社的陈永贵，也夺了中共昔阳县委和县人民政府的权，成为当时中国第一位扛旗造反的劳动模范。陈永贵很快进入的山西省核心领导小组，不久成为山西省革命委员会副主任。但刚成立的山西省革命委员会内部，就何人主持筹备各级革命委员会的问题上，发生分裂并形成刘格平、张日清两派。刘主张由受原山西省委、地委“迫害”的地方干部筹办并出任革委主任；张则主张由各地、县军分区、人武部干部承担。“总站派”一派支持刘格平、陈永贵，而以山西省军区为主的“兵团派”则支持张日清。派性斗争在山西全境不断升级为武斗，社会秩序极为混乱。

## 谢振华-陈永贵两派之争
1967年4月至1969年7月，中共中央在北京连续五次召开会议解决山西问题，斗争两派双方签署了《太原地区大联合的协议》。1967年7月会议后，省核心小组三名成员刘格平、张日清、袁振被中央点名批判，并被批斗关押，之后对省核心小组成员顺序重新进行排列。1967年8月4日，晋中地区两大派在平遥开会，并最终升级为武斗。8月6日，山西省革委会副主任陈永贵抵达平遥，遭到反对者围攻。周恩来得知消息后，电令山西支左领导小组组长谢振华率领中国人民解放军陆军第六十九军进驻平遥，并成功解救出陈永贵。
1969年7月，中共中央召开解决山西问题会议，于7月23日发布了关于制止武斗的《七·二三布告》：在组织上调整、增补省核心小组成员，由省核心小组第一副组长谢振华主持工作（1971年4月出任山西省革委会主任）。其他省核心小组成员刘格平、张日清、袁振等人留在北京，参加毛泽东思想学习班（后移至石家庄）、检讨错误；又增补省核心小组成员韩英、王体、李顺达、肖选进、徐守恒、汪治平、罗国斌。1970年3月，又增补3名成员，并相继进入省革委会，以平息之前的派系斗争。
1974年，山西地方戏《三上桃峰》被选调北京汇演，江青在接见山西演员时候，喊出了炮轰司令员谢振华的口号。2月上旬，中共山西省委十二名常委全部被召到北京。王洪文等人对其轮番接见，提出“解决山西问题”。在江青等人授意下，山西的两派造反派开始攻击谢振华，认为《三上桃峰》是为刘少奇、王光美翻案。因此谢振华被捕入狱、被免职务；之后由王謙兼任山西省革委会主任。
然而当时山西党政并不接受江青指派的王谦。随着谢振华被革职，其出席第四届人大的代表席位成为空缺。1974年12月23日至26日，山西省革委会第六次全体会议在太原晋祠宾馆召开，旨在补选第四届全国人大代表。省革委会236名委员（除去世和工作调动，应到228人），实际到会169人。中共中央安排山西补选7人（名单为王谦、冀秀敏、李生义、谢拴贵、窦新丑、王建业、毛联书）。但在筹备会时，山西省革委会常委刘灏明确发言表示拒绝投票给王谦，另外两位常委宋捷、段立生也明确表示拒绝。当时与会的委员多与军队关系密切，其对王谦追随陈永贵批斗谢振华深表厌恶。其中胡文秀、刘芳兰母女委员更是公开表态反对（胡文秀为刘胡兰之母）。时任委员的山西省卫生厅副厅长李瑞芳提出举荐韩英（中共中央候补委员、山西省革委会副主任）代替王谦。随后双方形成舆论，刘灏拜访西沟村劳模代表李顺达和申纪兰，李顺达虽对王谦不满但表示遵循山西省委常委的决定，但申纪兰则明确表示不投王谦。12月25日，王谦落选，中共中央在程序上认可选举结果。王谦只能以列席身份，参会1975年1月的第四届全国人民代表大会，这是中华人民共和国历史上首位省委第一书记落选全国人大代表资格。全国人大会议期间，王洪文、张春桥、吴德、陈永贵都对王谦落选事件进行了批评，并点名段立生、刘灏、宋捷，要求会后追究其责任。
1975年11月，中共中央发动“批邓、反击右倾翻案风”运动，邓小平下台，江青同时授意张铁生抵达山西执行文革政策、煽动造反派，使山西政局受到冲击。1976年“八·二三打砸抢事件”爆发，王谦遭到拘禁，山西政局再次陷入混乱。

## 邓小平-华国锋两派之争
1976年10月怀仁堂事变后的一段时间内，山西省革命委员会仍作为山西省省级政权机关。在文化大革命后期，中共中央对山西省革委会的领导班子作出调整，调回部分在山西省革委会担任领导工作的军队干部，任命一批恢复工作的老干部接替其职务。1979年12月25日，山西省第五届人民代表大会第二次会议宣布成立山西省人民政府，撤销山西省革命委员会。但由于华国锋、陈永贵两位晋籍的领导人占据中央中枢，拨乱反正的工作在山西境内迟迟无法得到有效推进。陈永贵对新政策抵触，拒不在大寨下放自留地，也没有奉命执行“实践是检验真理的唯一标准”的讨论。在晋籍领导人的支持下，王谦反而利用清查四人帮活动机会，将此前不选他的委员进一步打击报复。比如将段立生、牛发和、刘灏、宋捷等人投进监狱，非法关押三年。
山西派系问题一直持续到1980年代。4月，晋籍领导人纪登奎辞去副总理职位。同年9月10日，华国锋辞去国务院总理职位、陈永贵辞去国务院副总理职位，为支持改革开放的一派谋求解决山西问题提供了突破口。同年10月，中共中央调霍士廉入主山西。当时霍士廉妻子已身患癌症，家人已经无法承担更多的迁徙，邓小平亲自说服霍士廉，并交代落实农业生产责任制，并解决山西极左的思潮与派系干扰。到任后他就担任中共山西省委第一书记，之后罗贵波出任第二书记。考虑到霍、罗两位都是老将，1981年5月，中共中央总书记胡耀邦、中组部部长宋任穷、书记处书记万里先后与李立功谈话，提出将他派任山西。胡耀邦认为霍士廉、罗贵波年迈，当时虽然出任第一、第二书记，但过渡之后，由李立功接班。三人在任内迅速平反谢振华冤案、解放基层干部；并在经济上推广家庭联产承包责任制，使得山西经济彻底抛弃此前的学大寨思路。
然而派性问题在吏治方面依然存在，1983年3月，李立功在接任山西省委书记后，不得不强化对领导的控制以避免派性干扰。同年中共中央在调整山西领导层问题上，就省长人选产生分歧。李立功提出的两个候选人均被省委反对；而省委提出的一个方案遭到几位副省长的坚决反对。最后中央调停，国务院总理赵紫阳提议调王森浩入晋。省委一派还主张留下罗贵波继续担任省长，之后在中央书记处书记习仲勋、中组部宋任穷、陈野苹、郑伯克斡旋下，顺利接走罗贵波到北京。与此同时，清查工作随着清理三种人活动同时进行，并最终将善终工作推进完成。1985年6月27日，李立功主持省委常委会议，作出为卫恒彻底平反昭雪的决定。1986年5月26日至31日，全国人民代表大会常务委员会委员长彭真访问故乡太原期间，在对山西省委和政府领导干部讲话中多次勉励“实事求是、消除派性、加强团结、坚持改革”。

## 相关
- 六十一人叛徒集团案
- 山西省革命委员会
- 两个凡是
- 西山会
- 2014年山西官场地震